# منتخب أستراليا لكرة اليد للناشئات
منتخب أستراليا لكرة اليد للناشئات (بالإنجليزية: Australia women's national junior handball team)‏ هو ممثل أستراليا الرسمي في المنافسات الدولية في كرة اليد للناشئات
.